# 贺熙龄
贺熙龄（1788年—1846年），字光甫，号蔗農，清朝湖南省善化县（今长沙县）人，祖籍浙江省寧波府镇海县（太高祖迁长沙），著名学者。

## 生平
贺熙龄出生于乾隆五十三年（1788年），家中排行第六，后过继给叔父，早年求学于岳麓书院，师从罗典。嘉庆十二年（1807年），贺熙龄与其兄贺长龄同中举人，贺长龄取解元，贺熙龄取第六名。嘉庆十九年，贺熙龄考中进士，选庶吉士，授职编修，在京任职期间开馆授徒，颇有声名，后丁嗣母忧。道光四年（1824年），贺回京任国史馆撰修，后迁河南道御史。道光八年，贺任湖北学政，端正士风学风，一改学府流弊，颇受赞誉。
道光十年（1830年），贺丁生母忧，后又以奉养嗣父及自身眼疾为由告假十年。期间，贺受湖南巡抚吴荣光之邀，任城南书院山长达八年，注重培养经世致用之才，“掌教城南，辨义利，正人心，谕多士，以立志穷经为有体有用之学”。左宗棠自道光十一年入城南书院，追随贺熙龄十年，“从贺侍御师游，寻绎汉宋儒先遗书，讲求实行”，“弃词章，为百用之学，谈天下大势，了如指掌”，深受贺氏思想的影响。胡林翼、罗泽南亦是贺之学生。
道光二十年（1840年），贺再赴京。二十一年，授山东道监察御史，不久调任四川道监察御史，同年以病辞官归乡。贺晚年在城东定王台旁建屋，闭门谢客，布衣蔬食，书房名“菜根香居”。道光二十六年，贺去世，生前自挽联“文章事业两无成，六十载竟同虚度；来往屈伸惟一气，千百年总是须臾”，葬于八都新桥柏秾冲。道光二十八年，清廷下令将贺熙龄入祀乡贤祠。

## 政绩
贺熙龄在御史任内，请求上官命令来抓捕滨湖盗贼，查禁私垸，矫正学子的坏习惯，惩罚诬告的坏人，严格追查讼师胥役作奸；解除盐务河工积弊，奉上上苗疆九事等，都奉旨可行。晚年，前后主讲长沙城南书院8年，并倡立湘水校经堂。